# Hypsiboas stellae
Hypsiboas stellae är en groddjursart som beskrevs av Axel Kwet 2008. Hypsiboas stellae ingår i släktet Hypsiboas och familjen lövgrodor. IUCN kategoriserar arten globalt som livskraftig. Inga underarter finns listade i Catalogue of Life.